# Communauté de communes de Vaîte - Aigremont
La communauté de communes de Vaîte - Aigremont est une ancienne communauté de communes française, située dans le département du Doubs et l'arrondissement de Besançon.

## Historique
Créée en janvier 2002 avec 21 communes.

Le 1er janvier 2017, Gonsans et Naisey-les-Granges ont rejoint la communauté de communes  du Pays de Pierrefontaine-Vercel, les 19 autres communes étant rattachées à la communauté de communes du Doubs Baumois.

## Composition
Elle regroupe les 21 communes suivantes :
| Nom                     | Code Insee | Gentilé       | Superficie (km2) | Population (dernière pop. légale) | Densité (hab./km2) |
| ----------------------- | ---------- | ------------- | ---------------- | --------------------------------- | ------------------ |
| Roulans (siège)         | 25508      | Roulanais     | 8,31             | 1 126 (2014)                      | 135                |
| Bouclans                | 25078      | Bouclanais    | 24,34            | 1 085 (2015)                      | 45                 |
| Breconchaux             | 25088      |               | 3,26             | 96 (2014)                         | 29                 |
| Champlive               | 25116      | Champlivais   | 8,20             | 259 (2014)                        | 32                 |
| Châtillon-Guyotte       | 25132      | Châtillonnais | 4,44             | 128 (2014)                        | 29                 |
| Dammartin-les-Templiers | 25189      | Templinois    | 9,91             | 223 (2014)                        | 23                 |
| L'Écouvotte             | 25215      |               | 2,16             | 94 (2014)                         | 44                 |
| Glamondans              | 25273      | Glamondais    | 9,76             | 204 (2014)                        | 21                 |
| Gonsans                 | 25278      | Gonsanais     | 17,29            | 573 (2014)                        | 33                 |
| Laissey                 | 25323      | Laisséens     | 2,86             | 448 (2014)                        | 157                |
| Naisey-les-Granges      | 25417      |               | 25,13            | 796 (2014)                        | 32                 |
| Osse                    | 25437      | Oussots       | 8,21             | 331 (2014)                        | 40                 |
| Ougney-Douvot           | 25439      |               | 6,56             | 226 (2014)                        | 34                 |
| Pouligney-Lusans        | 25468      |               | 11,60            | 821 (2014)                        | 71                 |
| Le Puy                  | 25474      | Podiens       | 3,42             | 110 (2014)                        | 32                 |
| Saint-Hilaire           | 25518      | Cossas        | 2,64             | 160 (2014)                        | 61                 |
| Séchin                  | 25538      | Séchinois     | 1,09             | 125 (2014)                        | 115                |
| Val-de-Roulans          | 25579      | Valois        | 2,99             | 185 (2014)                        | 62                 |
| Vauchamps               | 25587      | Valcampiens   | 2,94             | 130 (2014)                        | 44                 |
| Vennans                 | 25599      | Vennanais     | 1,36             | 249 (2014)                        | 183                |
| Villers-Grélot          | 25624      |               | 7,02             | 155 (2014)                        | 22                 |

## Compétences
- Collecte des déchets des ménages et déchets assimilés
- Traitement des déchets des ménages et déchets assimilés
- Autres actions environnementales
- Création, aménagement, entretien et gestion de zone d'activités industrielle, commerciale, tertiaire, artisanale ou touristique
- Action de développement économique (Soutien des activités industrielles, commerciales ou de l'emploi, Soutien des activités agricoles et forestières...)
- Établissements scolaires
- Activités culturelles ou socioculturelles
- Activités sportives
- Schéma de cohérence territoriale (SCOT)
- Tourisme
- Programme local de l'habitat
- Opération programmée d'amélioration de l'habitat (OPAH)
- Préfiguration et fonctionnement des Pays
- NTIC (Internet, câble...)

### Sources
- La base Aspic (Accès des services publics aux informations sur les collectivités) pour le département du Doubs
- [PDF] La Communauté de communes de Vaîte - Aigremont sur la base Banatic (Base nationale d'informations sur l'intercommunalité)